# Orientation bibliographique en entomologie
| Sommaire taxinomique par ordre alphabétique : Voir aussi Blattaria - Coleoptera - Collembola - Dermaptera - Diptera - Embioptera - Ephemeroptera - Hemiptera - Hymenoptera - Insecta (général) - Isoptera - Lepidoptera - Mantodea - Mecoptera - Megaloptera - Neuroptera - Odonata - Orthoptera - Phasmatodea - Phthiraptera - Plecoptera - Protura - Psocoptera - Rhaphidioptera - Siphonaptera - Strepsiptera - Thysanoptera - Thysanura - Trichoptera Sommaire géographique France - Belgique - Suisse - Ensemble de l'Europe - Québec - Ensemble de l'Amérique du Nord - Amérique centrale - Amérique du Sud - Afrique du Nord et Maghreb - Afrique de l'Ouest - Afrique centrale - Afrique de l'Est - Afrique australe - Ensemble de la zone paléarctique - Moyen-Orient - Asie centrale, Sibérie et Extrême-Orient - Inde et Asie du Sud-Est - Océanie et Pacifique - Terres australes et Antarctique |

## Introduction

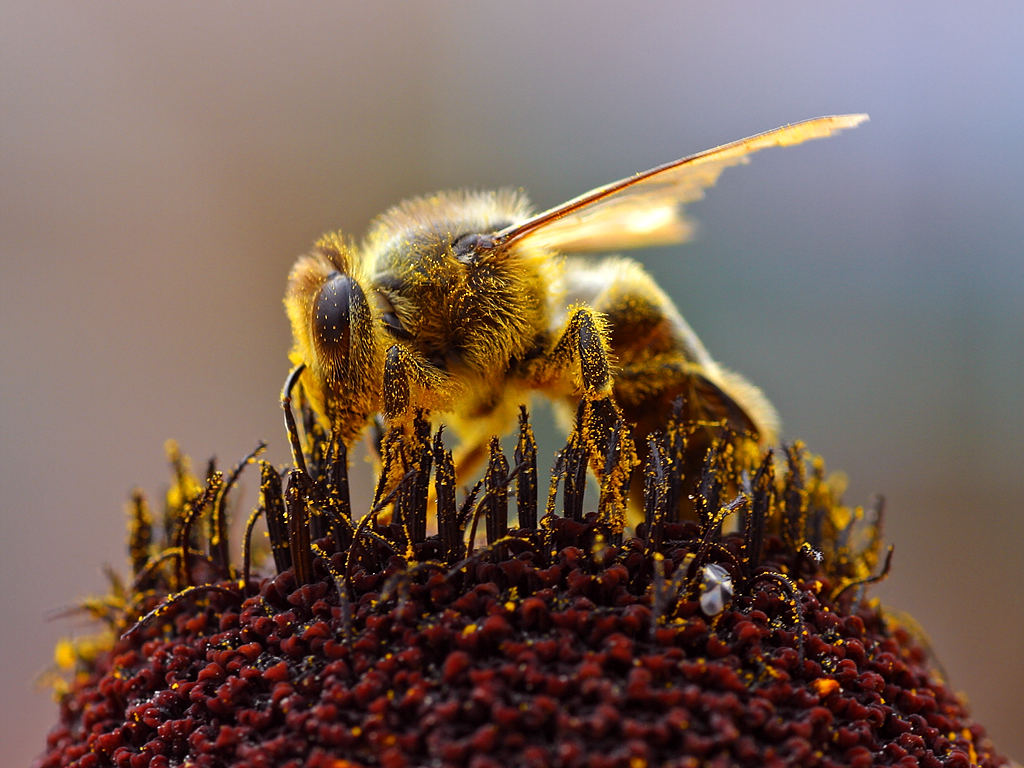
Une abeille (Hymenoptera) récoltant du pollen

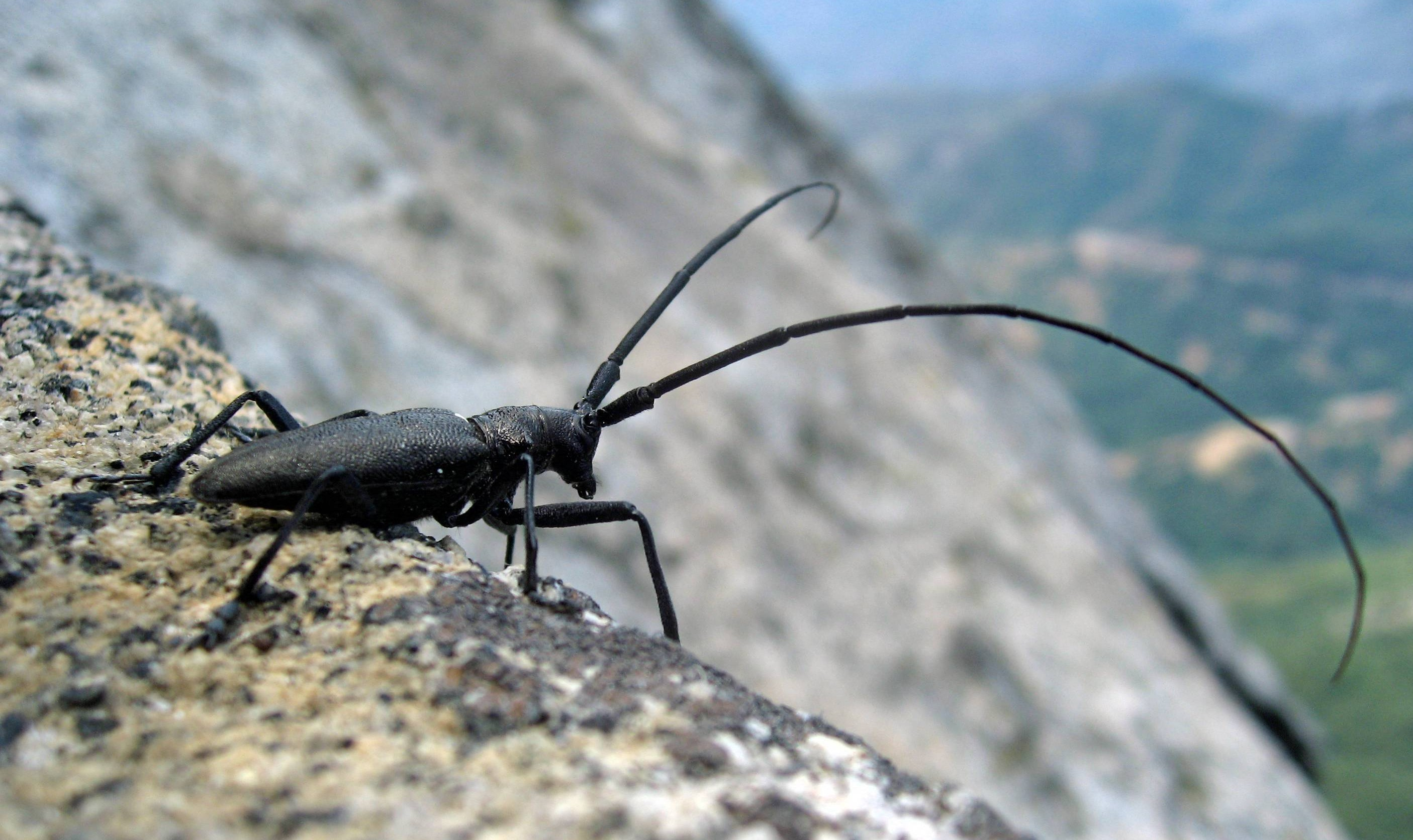
Monochamus scutellatus oregonensis (Coleoptera), Sequoia National Park, USA

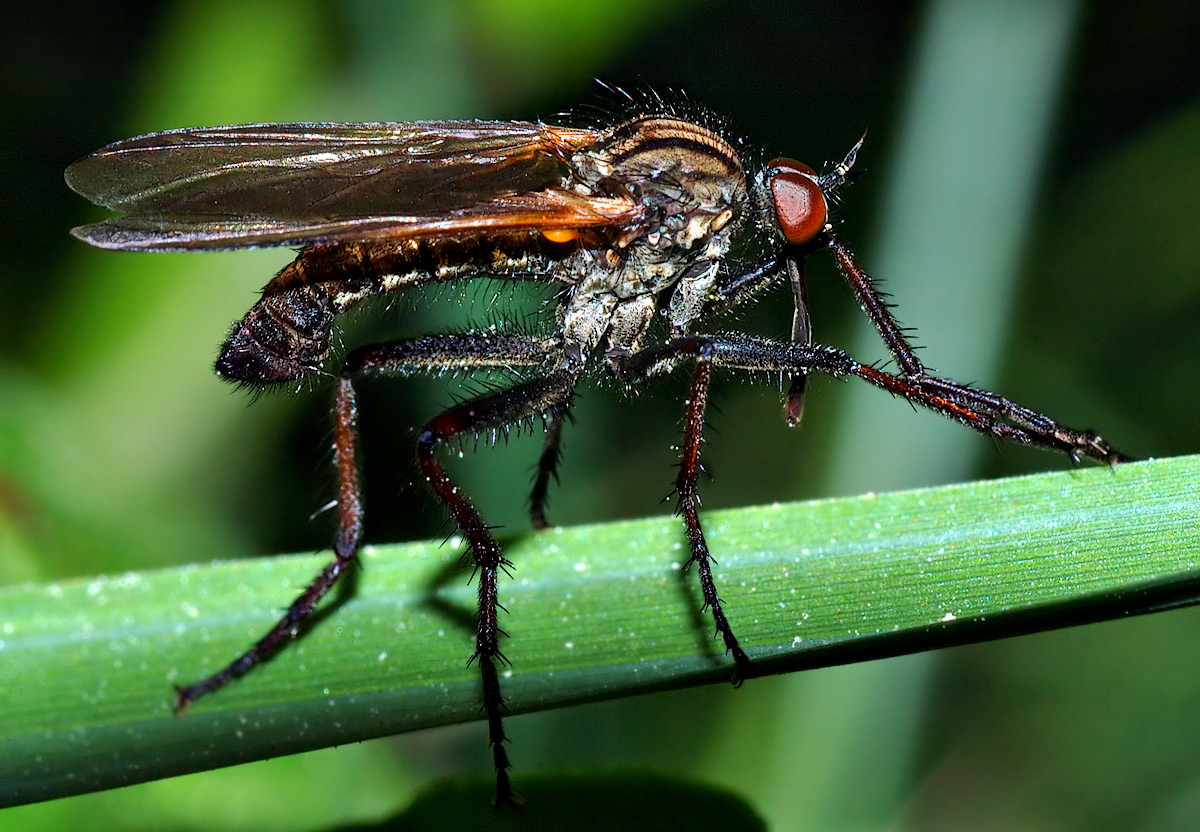
Empis tesselata mâle (Diptera)

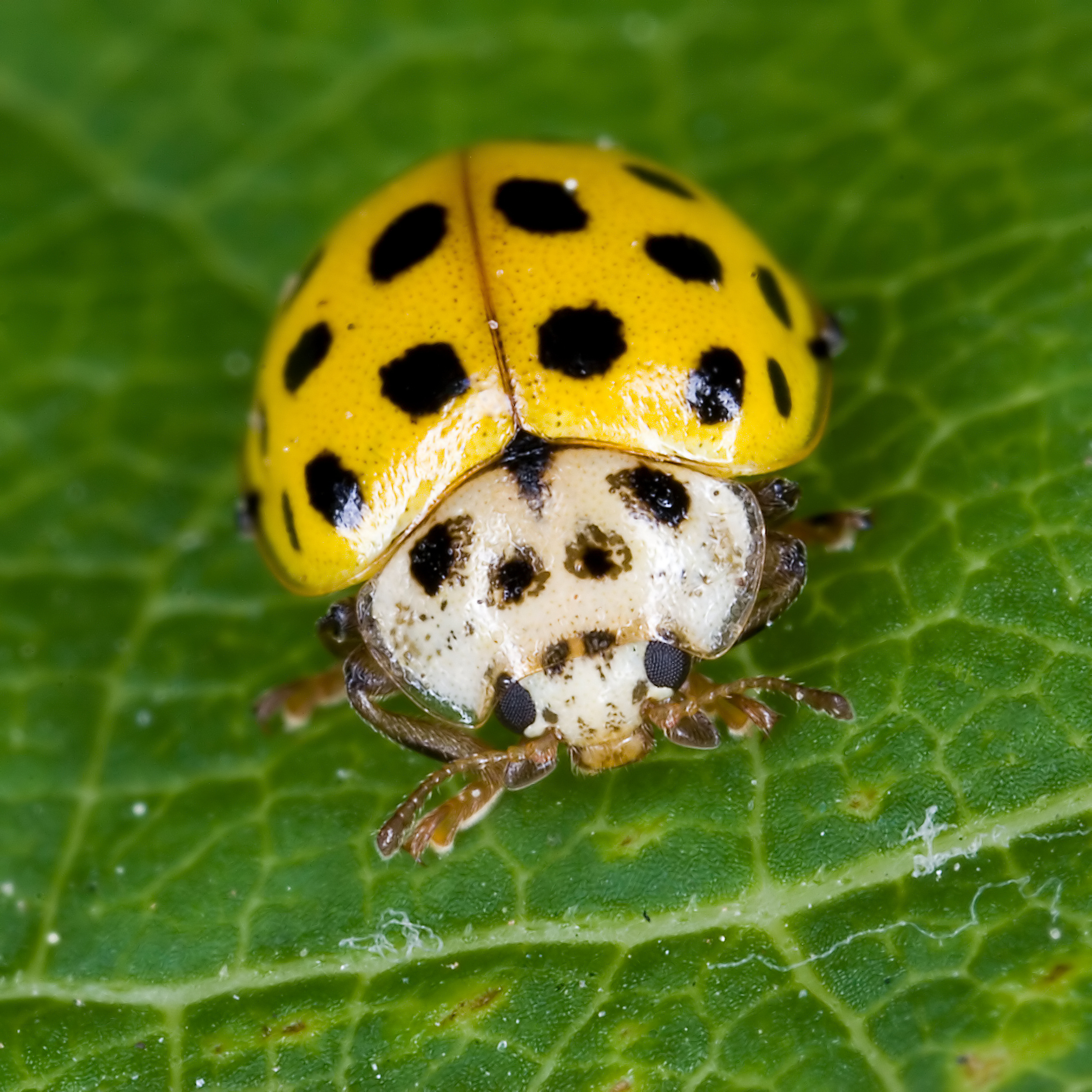
Thea vigintiduopunctata (Coleoptera)

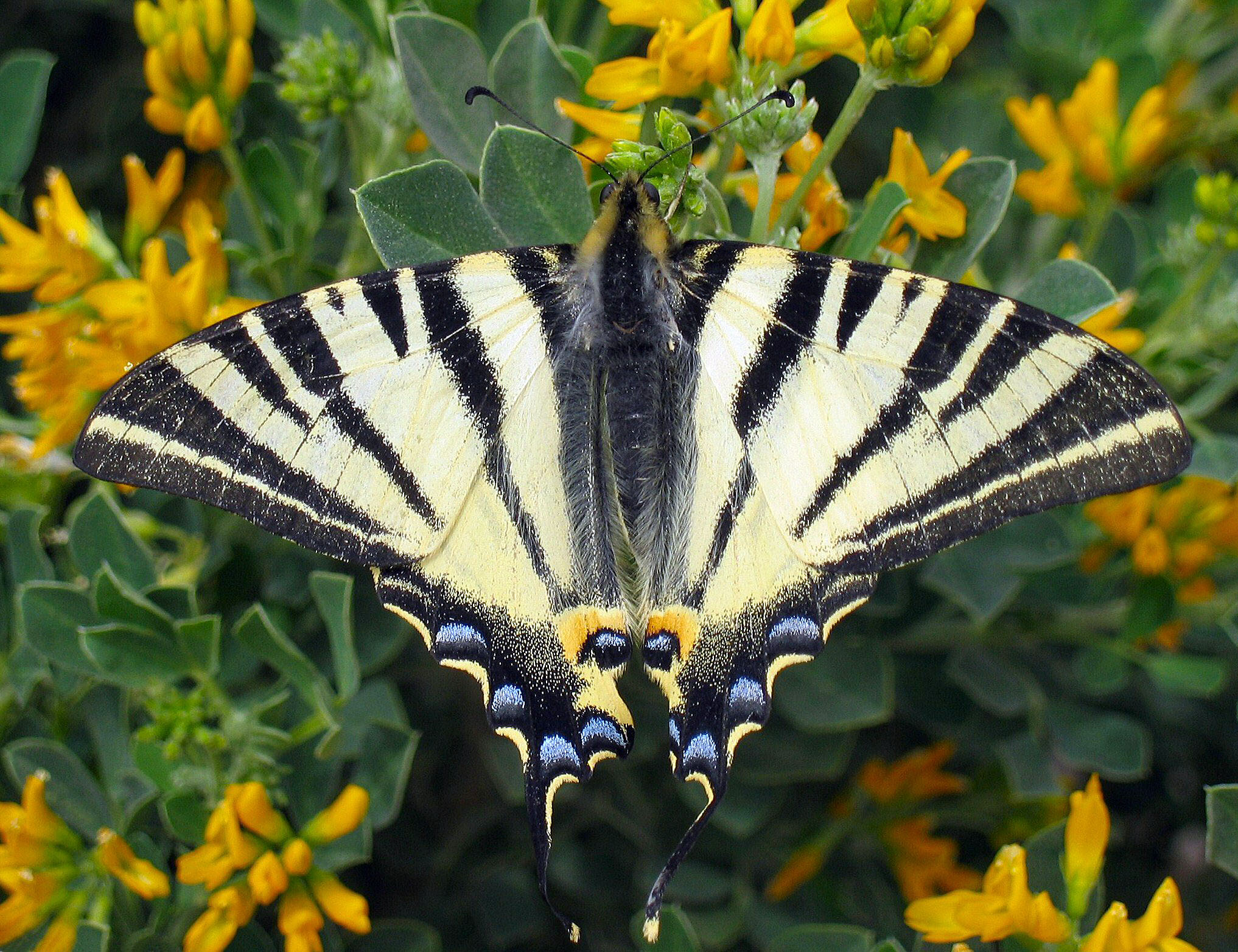
Iphiclides podalirius (Lepidoptera)

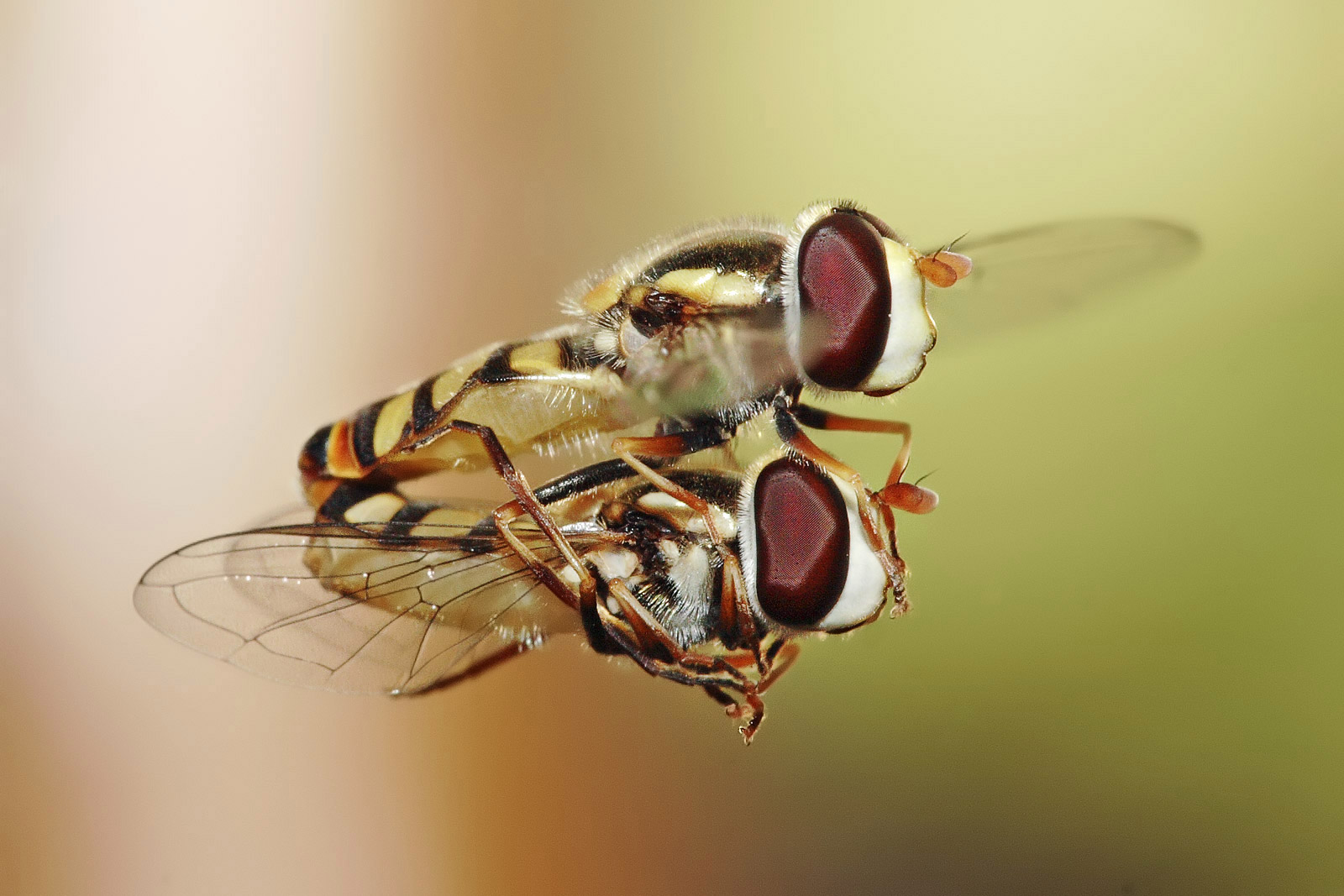
Accouplement en vol de Syrphidae (Diptera)

Cet article présente une liste non-exhaustive de références relatives à l'entomologie via une liste d'ouvrages, de publications ou de sites Web reconnus par la communauté scientifique comme incontournables ou majeurs, qu'ils soient généraux ou plus ciblés. Pour les sujets comportant une liste de références trop importante, se reporter aux éventuelles sous-pages plus spécialisées via les liens proposés. Pour chaque groupe d'une part, et chaque région d'autre part, cet article présente les grandes lignes historiques de la littérature et cite les auteurs ayant le plus de notoriété. Par ailleurs, les espèces fossiles ne sont pas représentées ici. Pour des références se rapportant aux groupes disparus, consulter la page Orientation bibliographique sur l'origine et l'évolution du vivant.

## Entomologiegénérale

### Généralités

#### Sites Web
- Insectes.org (Site de l'Office Pour les Insectes et leur Environnement - OPIE)
- Insecte.org (Le forum francophone des entomologistes)
- Insects-online
- Galerie-insecte.org
- Fiches d'insectes (Insectarium de Montréal : la toile des insectes du Québec)

### Morphologie-Évolution

#### Sites Web
- Tree of Life Project : Insecta

### Éthologie

#### Sites Web
| Haut de page - Bas de page |